# Сальхов (стрибок)

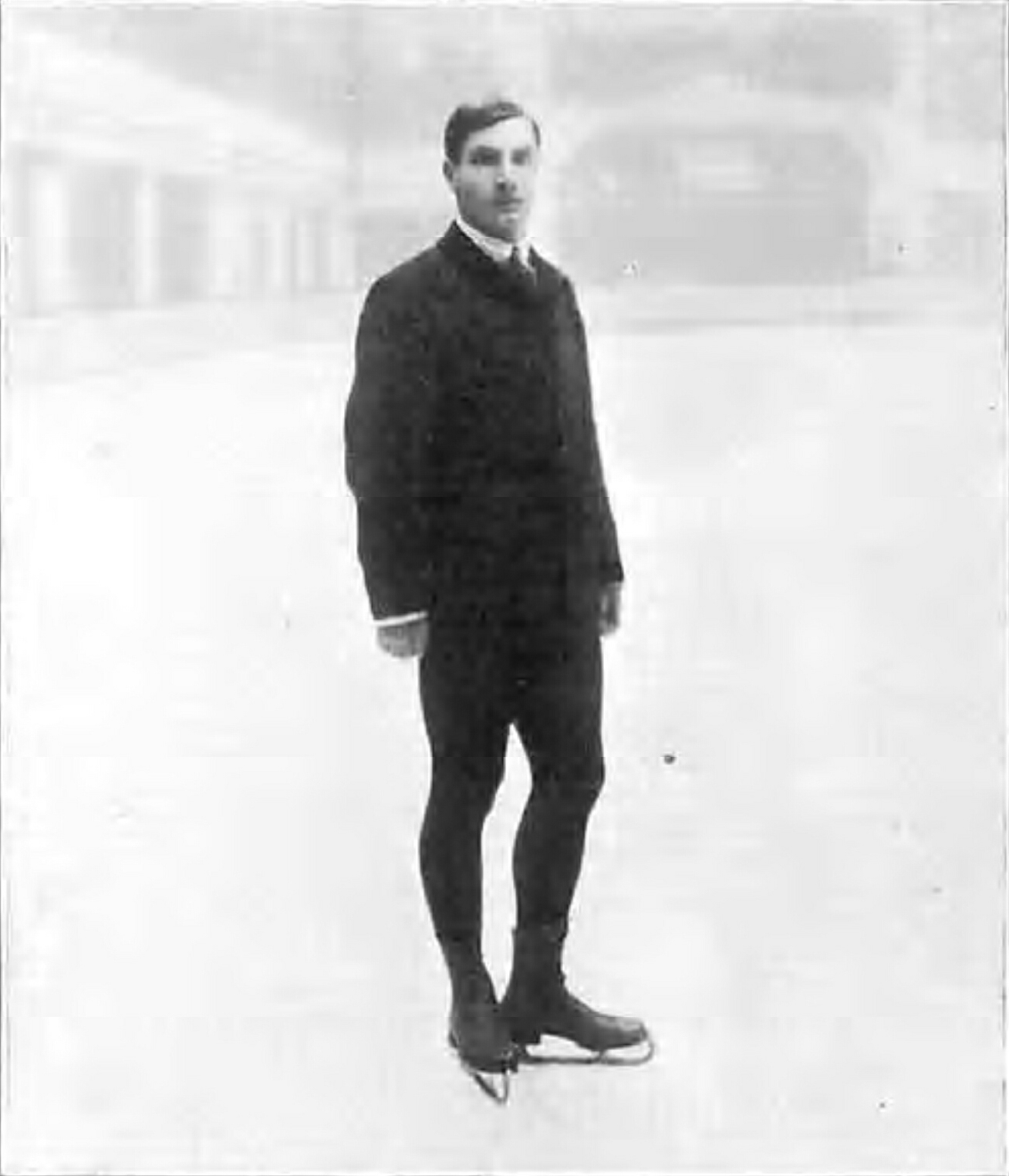
Ульріх Сальхов на Олімпіаді 1908 року.

Са́льхо́в (англ. salchow) — один із трьох ребрових стрибків у фігурному катанні. Стрибок названо на честь шведського фігуриста Ульріха Сальхова, який виконав його вперше у 1909 році.
Захі́д на стрибок робиться з дуги назад-всередину, водночас вільна нога робить мах навколо тіла, приземлення виконується на зовнішнє ребро ковзана на хід назад на махову ногу. В залежності від кількості обертань у повітрі вирізняють одинарний, подвійний, потрійний або четверний сальхов.

## Перші виконання стрибка
На VII Олімпійських іграх (Антверпен, 1920 рік) американка Тереза Вельд стала першою в історії жінкою, якій підкорився сальхов, однак тодішнім суддям це не сподобалось, на їх погляд за їх же висловом «цей стрибок не пасує леді, адже при його виконанні спідниця здіймається вище колін».
Чоловіки почали виконувати подвійний сальхов уже в 1920-і роки. Вперше його виконав Гілліс Графстрем. В 1936 році, виступаючи на Чемпіонаті Європи з фігурного катання, 15-річна британка Сесілія Колледж стала першою в історії жінкою, що зуміла виконати сальхов у два оберти.
Перший потрійний сальхов було виконано на Чемпіонаті світу з фігурного катання 1955 року Ронні Робертсоном. Серед жінок його першою виконала чехо-словацька фігуристка Яна Мразкова в 1959 році (за іншими даними, зокрема, так вказується у північно-американських ЗМІ — канадійка Петра Бурка на Чемпіонаті Канади 1962 року).
У 1998 році американець Тімоті Гейбл став першим в історії фігуристом, який підкорив четверний сальхов. У фіналі Гран-Прі серед юніорів сезону 2001/2002 японка Мікі Андо першою з жінок-одиночниць виконала сальхов у чотири оберти.